# Nowoandrijiwka (obwód zaporoski)
Nowoandrijiwka (ukr. Новоандріївка) – wieś na Ukrainie, w obwodzie zaporoskim, w rejonie połohowskim. W 2023 liczyła 40 mieszkańców.